# 미국 본토

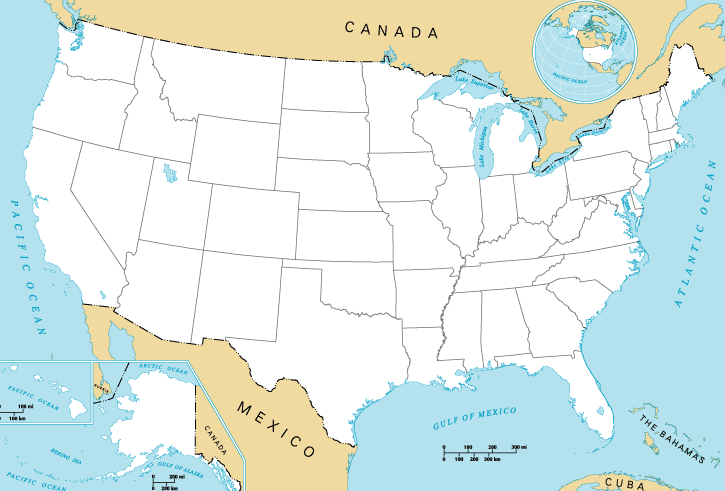
미국 본토

미국 본토(美國本土) 또는 미국 대륙(美國大陸, continental United States, conterminous United States)은 다음 세 가지 뜻으로 쓰인다.
- 하와이주와 알래스카주를 제외한 나머지 미국의 48개 주와 워싱턴 D.C.
- 하와이주를 제외한 나머지 49개 주와 워싱턴 D.C.
- 하와이주와 알래스카주를 포함한 50개 주와 워싱턴 D.C.

보통은 첫 번째 뜻으로 많이 쓰인다. 혼동을 피하기 위해 연속된 미국(Contiguous United States)이라고 말하기도 한다. 1912년부터 1959년까지는 미국 본토에만 주들이 있었다. 법적으로는 세 번째에 해당한다.

## 같이 보기
- 본토
- 프랑스 본토